# بسطه
بسطه (عربی: بسطة) یک منطقه باستانی پیشاتاریخی در ۳۶ کیلومتری جنوب‌شرقی پترا در اردن است. همانند سایت نزدیک بعجه، بسطه در حدود ۷۰۰۰ (پ.م) ساخته شده و متعلق به دورهٔ نوسنگی پیش از سفال ب است. بسطه ۱۴۵۰ متر از سطح دریا ارتفاع دارد.